# 에르네스트 모니
앙투안 에마뉘엘 에르네스트 모니(Antoine Emmanuel Ernest Monis, 1846년 5월 23일 ~ 1929년 5월 25일)는 프랑스의 정치인이다. 1911년 프랑스의 총리를 지낸 바 있다.